# Nacophorini
Nacophorini là một tông bướm nhỏ trong phân họ Ennominae.

### Các chi

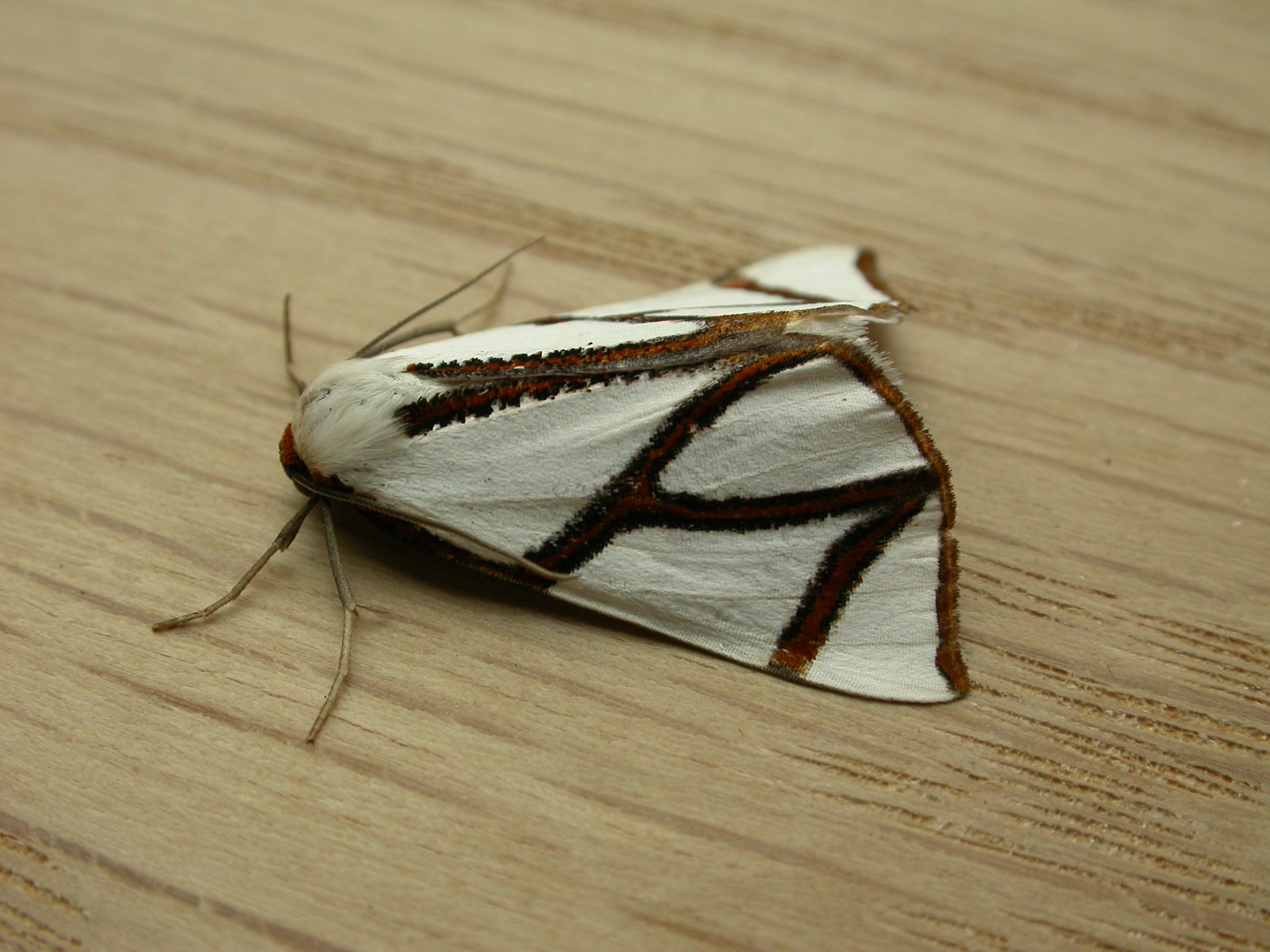
Thalaina clara

| - Achagua - Acrasia - Aethaloida - Amelora - Androchela - Animomyia - Anischnopteris - Aphilopota (tentatively placed here) - Archephanes - Argyrophora (tentatively placed here) - Betulodes - Callioratis (tentatively placed here) - Canelo - Capusa - Cassythaphaga - Ceratonyx - Charca - Chlenias - Chrysomima - Ciampa - Cidariophanes - Conosara - Corula - Cycloprorodes - Declana - Dectochilus - Diptychis - Dolabrossa - Drepanogynis - Erilophodes - Fisera - Furcatrox - Gabriola - Gastrina - Hasodima | - Hebdomophruda ( - Hemimorina - Hemnypia - Holochroa - Illa - Ischnopteris - Kunanyia - Lackrana - Mauna - Melanodes - Microligia - Mictodoca - Mnesampela - Mochlotona - Nazca - Niceteria - Nisista - Oratha - Pachycnemoides - Palleopa - Papago - Paralaea - Parexcelsa - Phaeoura - Plesanemma - Pseudomaenas - Rhynchopsota - Rucana - Smyriodes - Stibaroma - Thalaina - Thyrinteina - Veniliodes - Yermoia - Zerenopsis |